# Max Pallenberg
Max Pallenberg, född 18 december 1877, död 26 juni 1934, var en tysk-österrikisk skådespelare.
Pallenberg var från 1894 anställd vid olika teatrar i Österrike och Tyskland, bland annat Theater in der Josephstadt i Wien och Deutsches Theater i Berlin, samt ägnade sig senare åt gästspel. Han var en mycket fantasifull komisk skådespelare med skarp individualiseringsförmåga och saftig humor. Bland hans roller märks djävulen i Dent gamla spelet om Envar, Harpagon i Den girige, Argan i Den inbillade sjuke, Soldaten Schweik och mannen i Kvinnodjävulen.
Han var från 1917 gift med operettsångerskan Fritzi Massary.

## Fotnoter
1. 1 2  Encyclopædia Britannica, Encyclopædia Britannica Online-ID: biography/Max-Pallenbergtopic/Britannica-Online, läst: 9 oktober 2017.[källa från Wikidata]
2. 1 2  SNAC, SNAC Ark-ID: w6sw19rw, läs online, läst: 9 oktober 2017.[källa från Wikidata]
3. 1 2  filmportal.de, Filmportal-ID: b424ca05d1e0447c85a485c9515f2e6f, läst: 9 oktober 2017.[källa från Wikidata]
4. ↑  Gemeinsame Normdatei, läst: 11 december 2014.[källa från Wikidata]
5. ↑  Gemeinsame Normdatei, läst: 30 december 2014.[källa från Wikidata]
6. ↑  Tjeckiska nationalbibliotekets databas, NKC-ID: xx0260934, läst: 20 december 2022.[källa från Wikidata]